# تابور الحرية العالمي
تابور الحرية العالمي هو مجموعة مسلحة تتألف من مقاتلين أجانب يساريين تقاتل من أجل وحدات حماية الشعب في الحرب الأهلية السورية دعما لثورة روج آفا وضد تنظيم الدولة الإسلامية. تم الإعلان عن تشكيل تابور الحرية العالمي في 10 يونيو 2015 في رأس العين. وقد أتى الإلهام لهذه المجموعة من الألوية الدولية للحرب الأهلية الإسبانية. وتشمل الإيديولوجيات السياسية للمقاتلين الماركسية–اللينينية، والخوجية، والماوية، واللاسلطوية.

## معرض صور

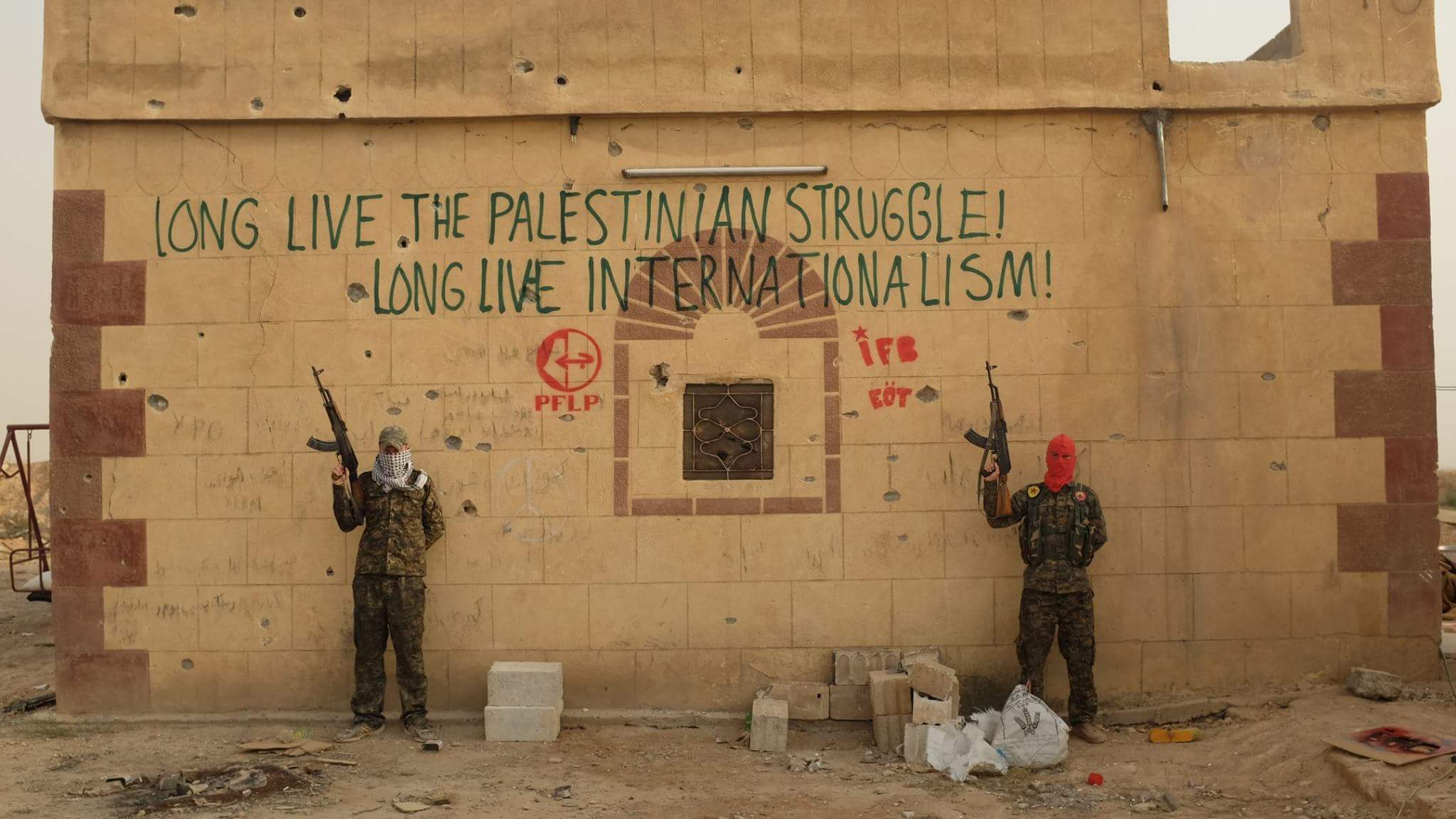
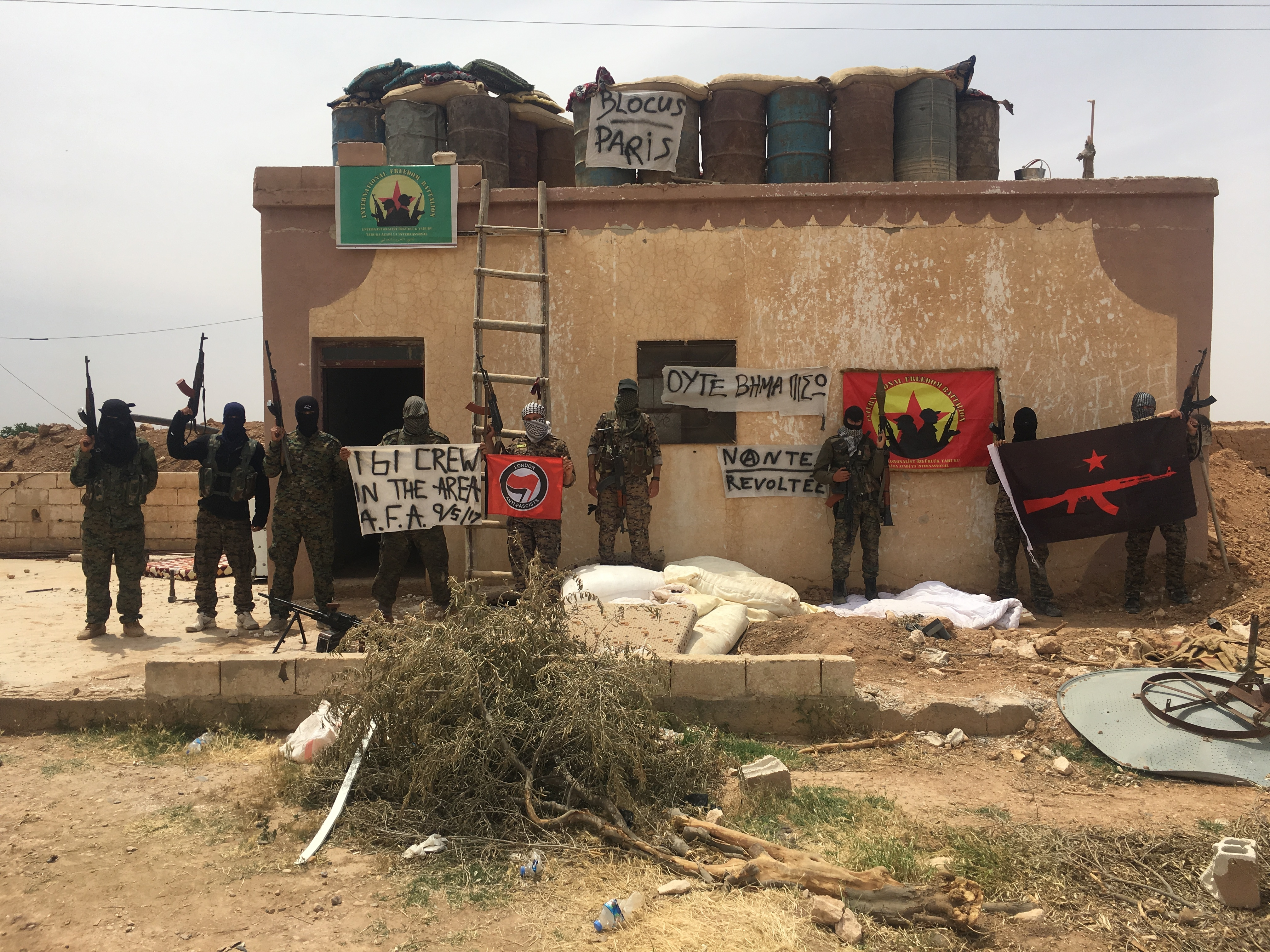
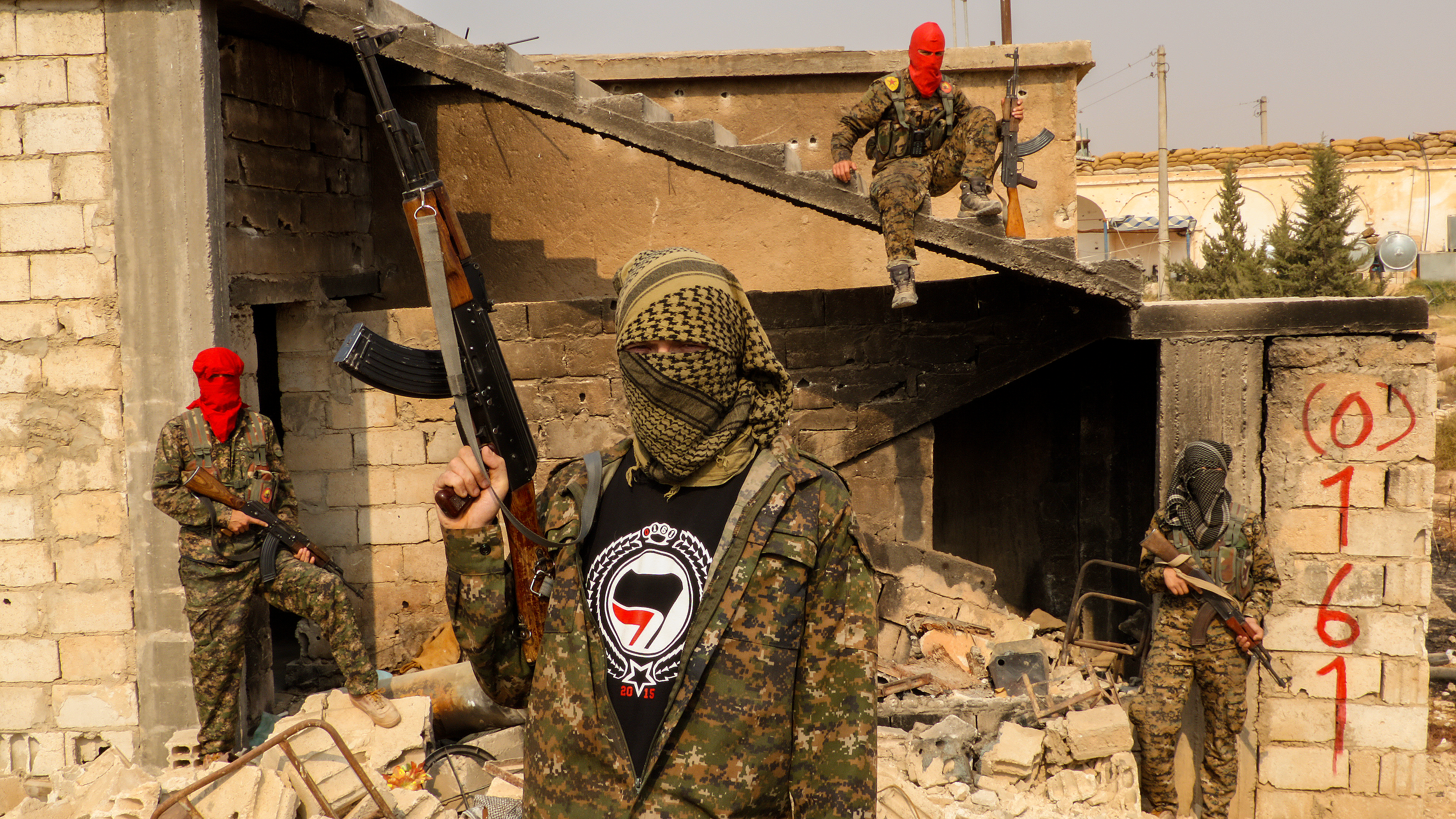
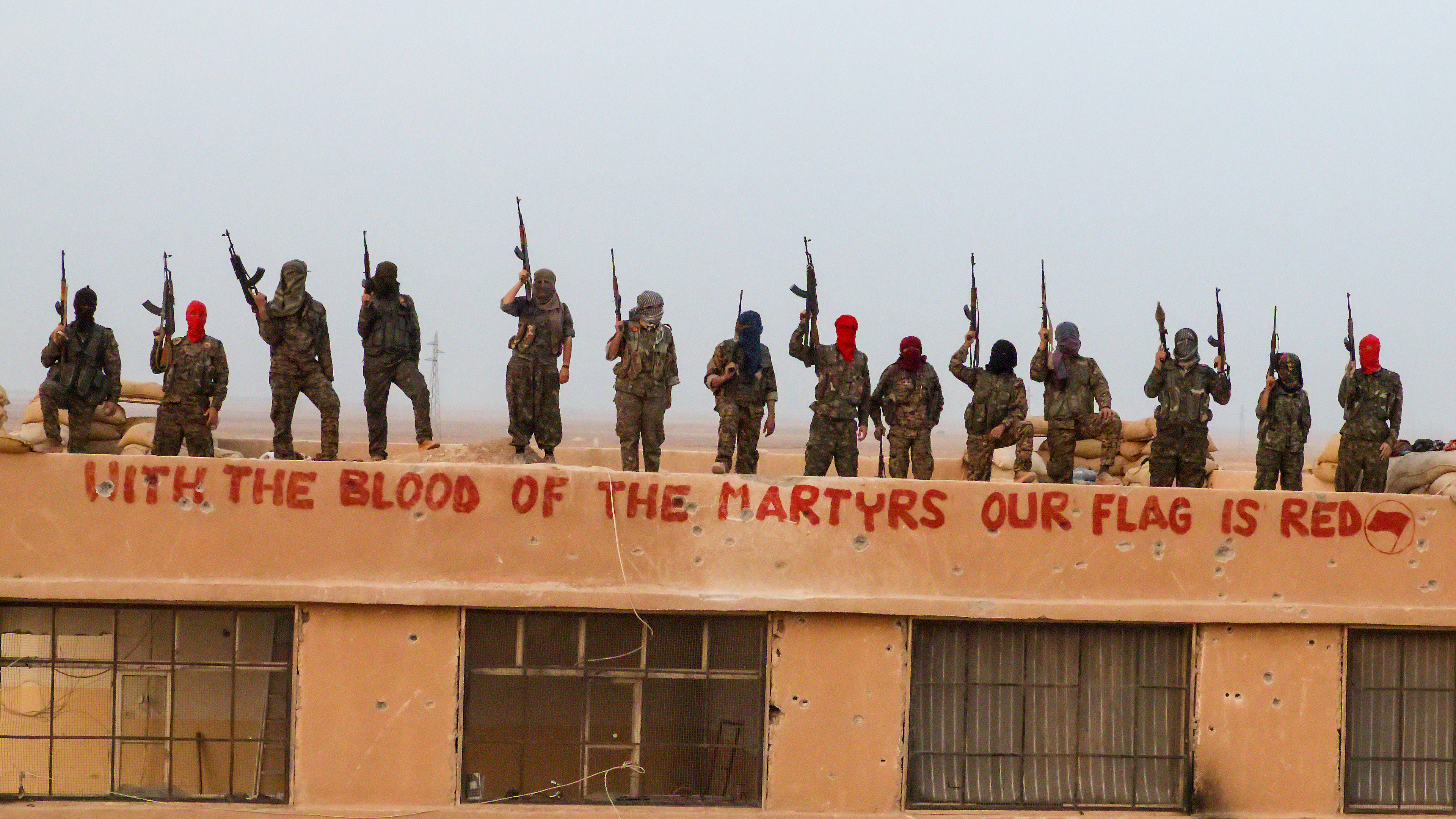
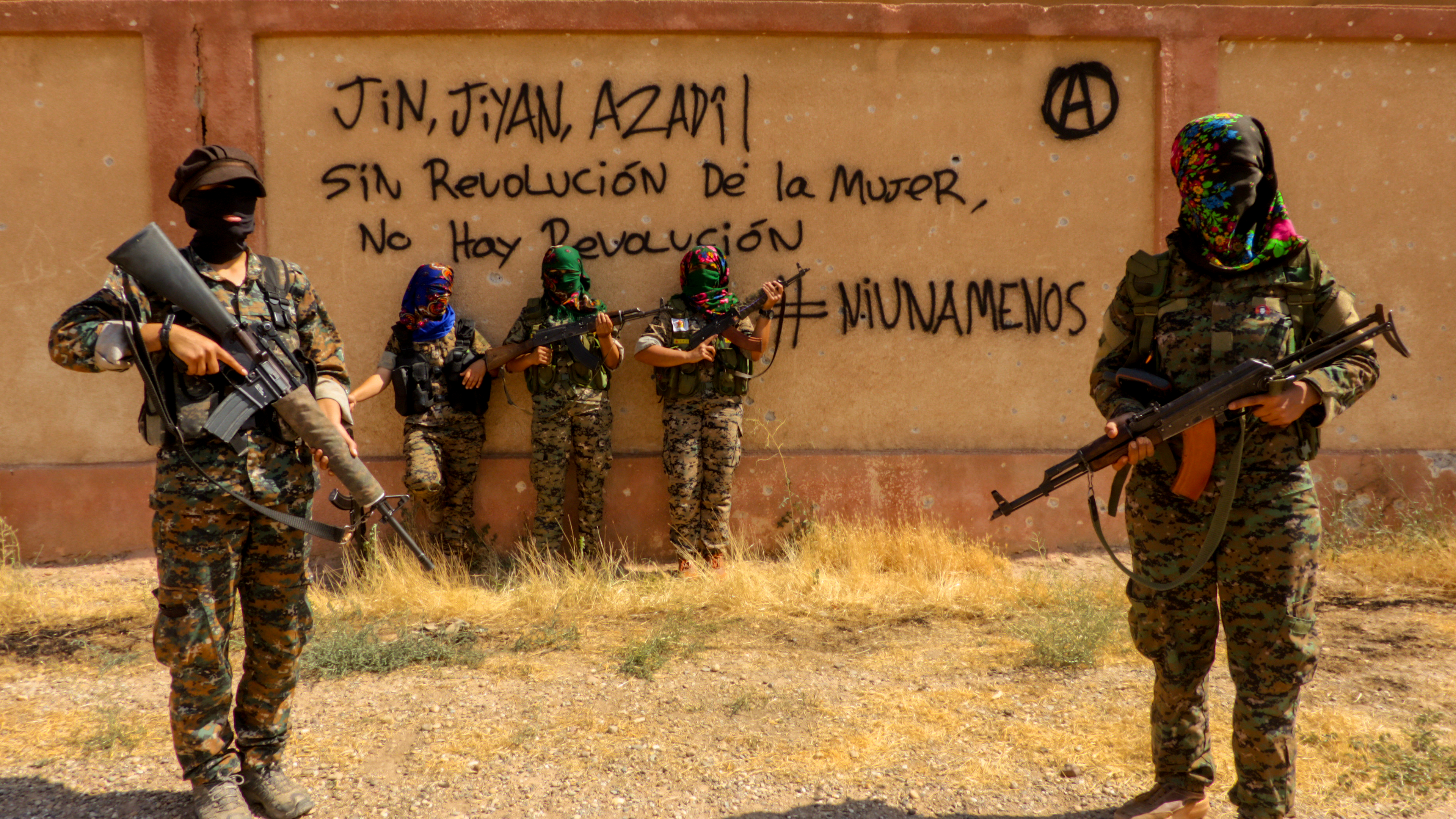
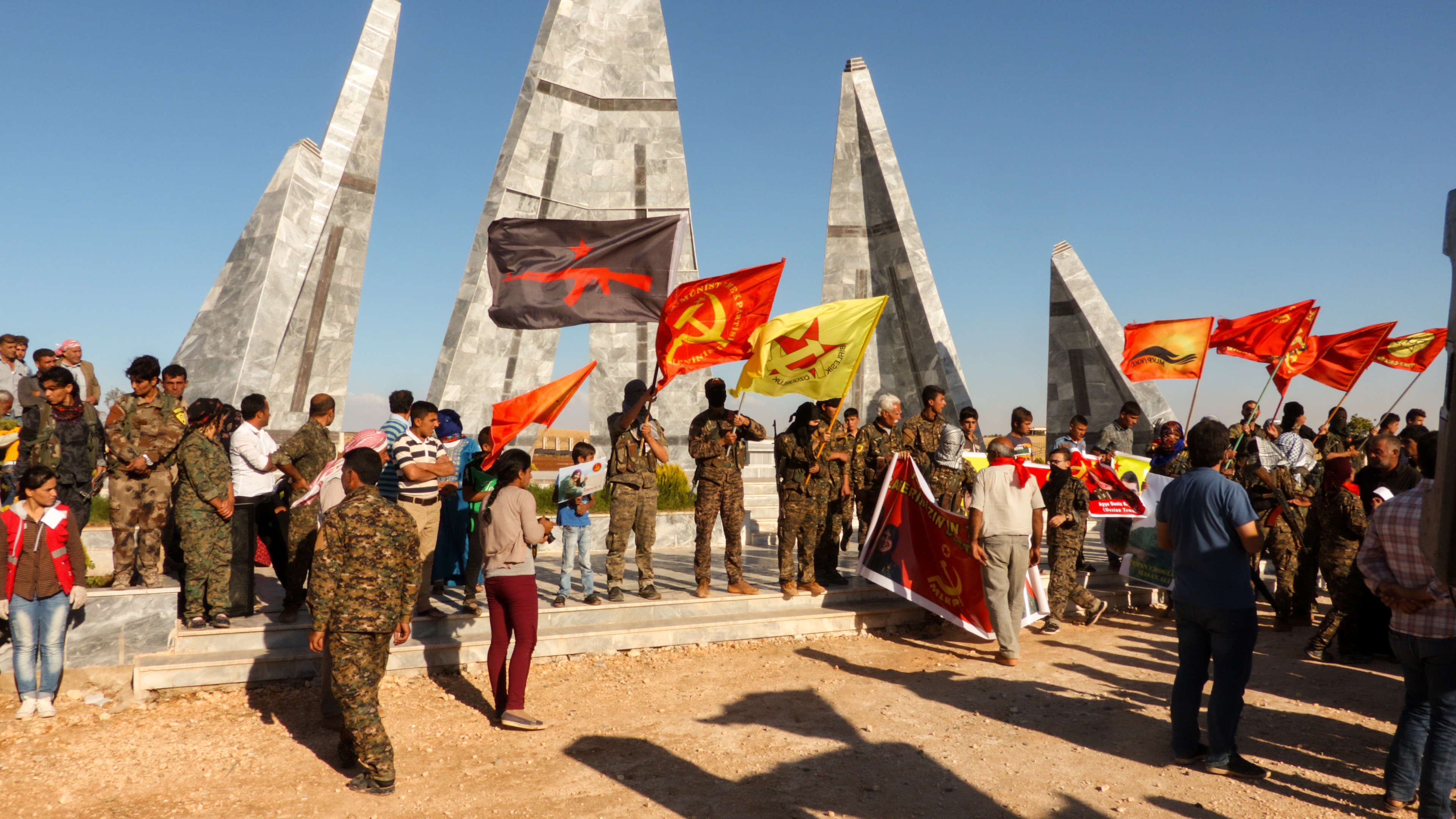

## وصلات خارجية
- تابور الحرية العالمي  على فيسبوك.
- تابور الحرية العالمي  على فيسبوك.